# Гуен (язовир)

Язовир „Гуен“ (на френски: Réservoir Gouin; на английски: Gouin Reservoir) е 2-рото по големина езеро в провинция Квебек. Площта му, заедно с островите в него е 1570 км2, коeто му отрежда 27-о място сред езерата на Канада. Площта само на водното огледало без островите е 1239 км2. Надморската височина на водата е 404 м.
Водохранилището се намира в централната част на провинцията, на около 340 км северно от Монреал. С построяването на язовирната стена през 1916-1918 г. нивото на водата се покачва и обхваща стотици малки и големи езера, свързани помежду си с безброй заливи, полуострови и острови. Общата площ на островите е 331 км2, а дължината на бреговата линия е огромна – 5650 км в сравнение с площта му. Водосборен басейн – 8570 км2.
Дължината на язовира Гуен е 102 км, а ширината му – 48 км. Максимална дълбочина – 26 м, средна дълбочина – 5 м.
От стената на язовира, построена на 48°21′12″ с. ш. 74°05′55″ з. д. / 48.353333° с. ш. 74.098611° з. д., изтича река Сен Морис (ляв приток на река Сейнт Лорънс), по която е построена каскада от 12 ВЕЦ-а (вкл. 2 закрити) с обща мощност от 2041 МВ.
След построяването си язовирът е наречен в чест на Жан Ломе Гуен (1861-1929) - премиер-министър на провинция Квебек в периода 1905-1920 г.
Хилядите километри брегова линия и обилието на риба в язовира предлагат важни дестинации за туризъм, летуване и риболов.